# Cyril Elliott Davis
Cyril Elliott Davis, britanski general, * 1892, † 1986.